# Socha svatého Františka Xaverského (Barchov)
Socha svatého Františka Xaverského se nalézá v obci Barchov v okrese Hradec Králové u silnice vedoucí z Barchova do Zvíkova. Původně byla vztyčena u okraje lesa, ve 2. polovině 20. století však byla lesní technikou poškozena a po restaurování osazena do nynějšího místa. V evidenci kulturních památek byla původně chybně lokalizována do obory u Kunčic. Pozdně barokní pískovcová socha od neznámého autora pocházející z doby okolo roku 1770 je chráněna jako kulturní památka. Národní památkový ústav tuto sochu uvádí v Památkovém katalogu s rejstříkovým číslem ÚSKP 24128/6-636.

## Popis
Na hranolovém podstavci je umístěn pilíř s dovnitř prohnutými boky ozdobenými volutami a s reliéfním znakem v čele zakončený římsou. Na římse stojí hranolový sokl, na kterém stojí socha světce v životní velikosti.
Svatý František Xaverský je oblečen v kněžském nebo řádovém rouchu a drží v levé ruce hůl. Po světcově pravém boku stojí soška malého chlapce. 

## Galerie

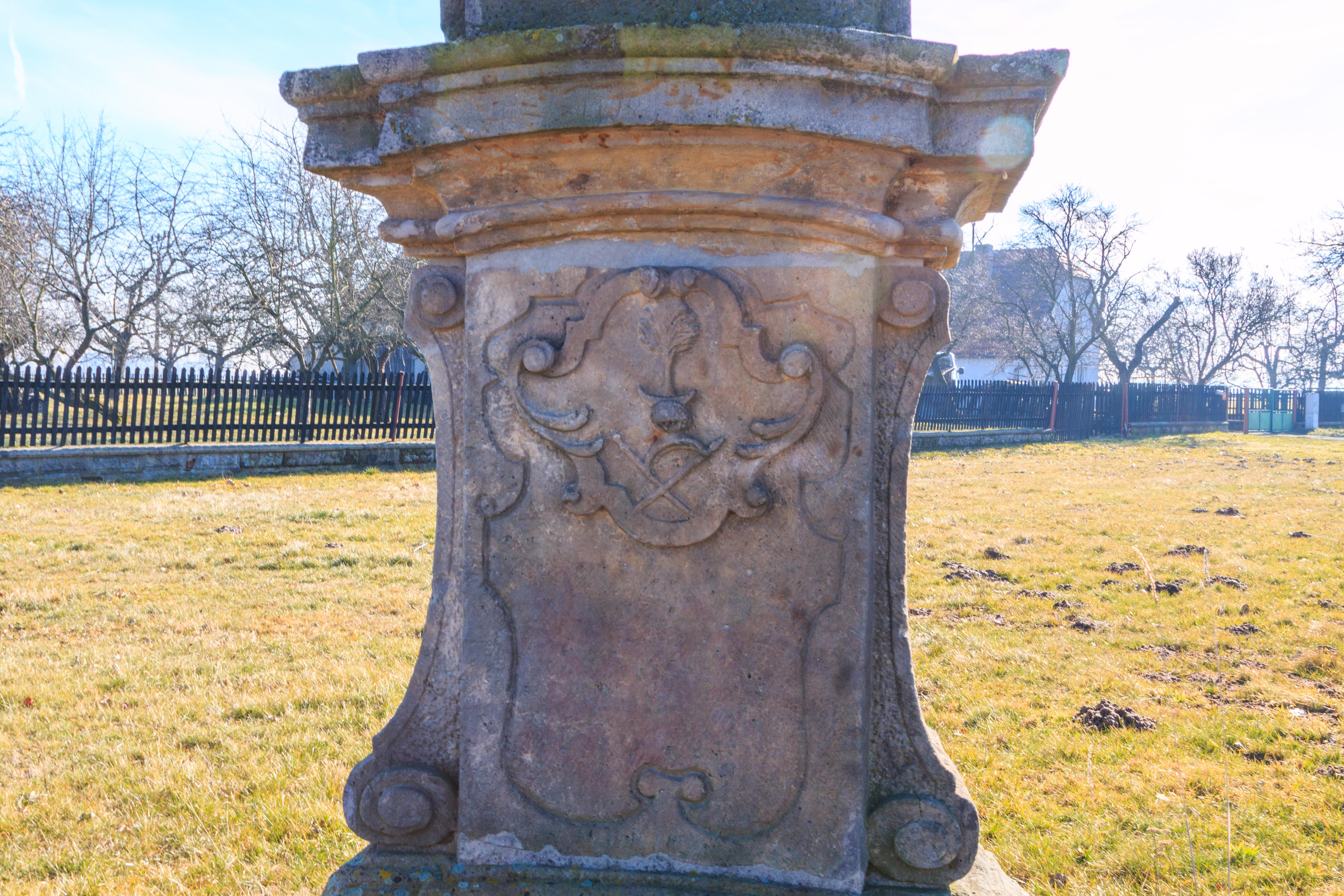
Socha svatého Františka Xaverského v Barchově
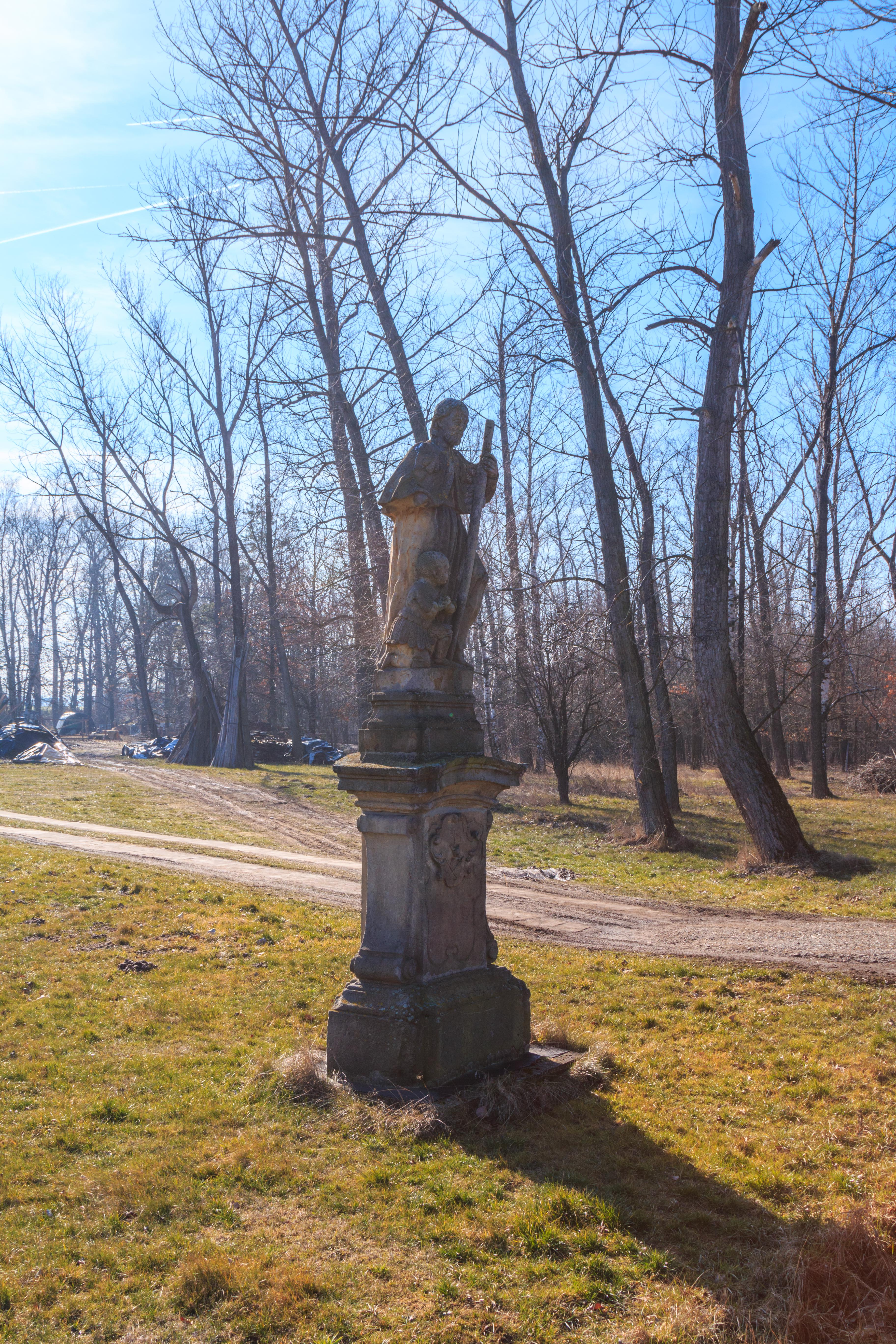
Socha svatého Františka Xaverského v Barchově